# Ghiacciaio Whittle
Il ghiacciaio Whittle (in inglese Whittle Glacier) è un piccolo ghiacciaio situato sulla costa di Budd, nella parte occidentale della Terra di Wilkes, in Antartide. Il ghiacciaio, il cui punto più alto si trova a circa 80 m s.l.m., fluisce verso nord-est fino a entrare nella baia di Colvocoresses dove termina in una lingua glaciale lunga circa 11 km a nord-ovest del ghiacciaio Williamson.

## Storia
Il ghiacciaio Whittle è stato mappato per la prima volta nel 1955 da G. D. Blodgett grazie a fotografie aeree scattate durante l'operazione Highjump, 1946-1947, ed è stato in seguito così battezzato dal Comitato consultivo dei nomi antartici in onore di J. S. Whittle, assistente chirurgo a bordo del Vincennes, uno sloop facente parte della Spedizione di Wilkes, 1838-42, ufficialmente conosciuta come "United States Exploring Expedition" e comandata da Charles Wilkes.